# جيف يورك
جيف يورك (بالإنجليزية: Jeff York)‏ هو ممثل أمريكي، ولد في 23 مارس 1912 بلوس أنجلوس في الولايات المتحدة، وتوفي بنفس المكان في 11 أكتوبر 1995.

## وصلات خارجية
- جيف يورك على موقع IMDb (الإنجليزية)
- جيف يورك على موقع إن إن دي بي (الإنجليزية)
- جيف يورك على موقع قاعدة بيانات الفيلم (الإنجليزية)